# Watsonia meriana
Watsonia meriana là một loài thực vật có hoa trong họ Diên vĩ. Loài này được (L.) Mill. miêu tả khoa học đầu tiên năm 1768.